# Rui Marques
Manuel Rui Marques, noto semplicemente come Rui Marques (Luanda, 3 settembre 1977), è un ex calciatore angolano, di ruolo difensore.

## Carriera
Ha cominciato la carriera professionistica all'Ulm, nel 1999-2000 (stagione in cui l'Ulm era in Bundesliga). Nel 2000 è andato al Hertha Berlino, e l'anno dopo allo Stoccarda, dove è rimasto quattro stagioni. Nel 2004 si è trasferito al Maritimo, in Portogallo, rimanendovi una sola stagione, prima di trasferirsi al Leeds. In nazionale conta 3 presenze, ed è stato tra i 23 convocati angolani per i Mondiali 2006 in Germania.

## Statistiche

### Cronologia presenze e reti in Nazionale
| Cronologia completa delle presenze e delle reti in nazionale ― Angola | Cronologia completa delle presenze e delle reti in nazionale ― Angola | Cronologia completa delle presenze e delle reti in nazionale ― Angola | Cronologia completa delle presenze e delle reti in nazionale ― Angola | Cronologia completa delle presenze e delle reti in nazionale ― Angola | Cronologia completa delle presenze e delle reti in nazionale ― Angola | Cronologia completa delle presenze e delle reti in nazionale ― Angola | Cronologia completa delle presenze e delle reti in nazionale ― Angola |
| Data                                                                  | Città                                                                 | In casa                                                               | Risultato                                                             | Ospiti                                                                | Competizione                                                          | Reti                                                                  | Note                                                                  |
| --------------------------------------------------------------------- | --------------------------------------------------------------------- | --------------------------------------------------------------------- | --------------------------------------------------------------------- | --------------------------------------------------------------------- | --------------------------------------------------------------------- | --------------------------------------------------------------------- | --------------------------------------------------------------------- |
| 01-03-2006                                                            | Seul                                                                  | Corea del Sud                                                         | 1 – 0                                                                 | Angola                                                                | Amichevole                                                            | -                                                                     | 89’                                                                   |
| 16-06-2006                                                            | Hannover                                                              | Messico                                                               | 0 – 0                                                                 | Angola                                                                | Mondiali 2006 - 1º turno                                              | -                                                                     | 73’                                                                   |
| 21-06-2006                                                            | Lipsia                                                                | Iran                                                                  | 1 – 1                                                                 | Angola                                                                | Mondiali 2006 - 1º turno                                              | -                                                                     | 73’                                                                   |
| 13-01-2008                                                            | Alverca do Ribatejo                                                   | Angola                                                                | 3 – 3                                                                 | Egitto                                                                | Amichevole                                                            | -                                                                     | 34’                                                                   |
| 23-01-2008                                                            | Tamale                                                                | Sudafrica                                                             | 1 – 1                                                                 | Angola                                                                | Coppa d'Africa 2008 - 1º turno                                        | -                                                                     |                                                                       |
| 27-01-2008                                                            | Tamale                                                                | Senegal                                                               | 1 – 3                                                                 | Angola                                                                | Coppa d'Africa 2008 - 1º turno                                        | -                                                                     |                                                                       |
| 31-01-2008                                                            | Tamale                                                                | Tunisia                                                               | 0 – 0                                                                 | Angola                                                                | Coppa d'Africa 2008 - 1º turno                                        | -                                                                     |                                                                       |
| 04-02-2008                                                            | Kumasi                                                                | Egitto                                                                | 2 – 1                                                                 | Angola                                                                | Coppa d'Africa 2008 - Quarti di finale                                | -                                                                     |                                                                       |
| 01-06-2008                                                            | Luanda                                                                | Angola                                                                | 3 – 0                                                                 | Benin                                                                 | Qual. Mondiali 2010                                                   | -                                                                     |                                                                       |
| 08-06-2008                                                            | Niamey                                                                | Nigeria                                                               | 1 – 2                                                                 | Angola                                                                | Qual. Mondiali 2010                                                   | -                                                                     |                                                                       |
| 14-06-2008                                                            | Kampala                                                               | Uganda                                                                | 3 – 1                                                                 | Angola                                                                | Qual. Mondiali 2010                                                   | -                                                                     |                                                                       |
| 23-06-2008                                                            | Luanda                                                                | Angola                                                                | 0 – 0                                                                 | Uganda                                                                | Qual. Mondiali 2010                                                   | -                                                                     |                                                                       |
| 14-11-2009                                                            | Luanda                                                                | Angola                                                                | 1 – 1                                                                 | Rep. del Congo                                                        | Amichevole                                                            | -                                                                     | 45’                                                                   |
| 30-12-2009                                                            | Vila Real de Santo António                                            | Angola                                                                | 0 – 1                                                                 | Estonia                                                               | Amichevole                                                            | -                                                                     | 46’                                                                   |
| 10-01-2010                                                            | Luanda                                                                | Angola                                                                | 4 – 4                                                                 | Mali                                                                  | Coppa d'Africa 2010 - 1º turno                                        | -                                                                     |                                                                       |
| 14-01-2010                                                            | Luanda                                                                | Angola                                                                | 2 – 0                                                                 | Malawi                                                                | Coppa d'Africa 2010 - 1º turno                                        | -                                                                     |                                                                       |
| 18-01-2010                                                            | Luanda                                                                | Angola                                                                | 0 – 0                                                                 | Algeria                                                               | Coppa d'Africa 2010 - 1º turno                                        | -                                                                     |                                                                       |
| 24-01-2010                                                            | Luanda                                                                | Angola                                                                | 0 – 1                                                                 | Ghana                                                                 | Coppa d'Africa 2010 - Quarti di finale                                | -                                                                     |                                                                       |
| Totale                                                                |                                                                       | Presenze                                                              | 18                                                                    |                                                                       | Reti                                                                  | 0                                                                     |                                                                       |